# Unterseeboot 434
L'Unterseeboot 434 ou U-434 est un U-Boot type VIIC utilisé par la Kriegsmarine pendant la Seconde Guerre mondiale.
Le sous-marin fut commandé le 23 septembre 1939 à Dantzig (Schichau-Werke), sa quille fut posée le 20 janvier 1940, il fut lancé le 15 mars 1941 et mis en service le 21 juin 1941, sous le commandement du Kapitänleutnant Wolfgang Heyda.
L'U-434 n'a ni coulé ni endommagé de navire au cours de l'unique patrouille (50 jours en mer) qu'il effectua.

## Conception
Unterseeboot type VII, l'U-434 avait un déplacement de 769 tonnes en surface et 871 tonnes en plongée. Il avait une longueur totale de 67,10 m, un maître-bau de 6,20 m, une hauteur de 9,60 m, et un tirant d'eau de 4,74 m. Le sous-marin était propulsé par deux hélices de 1,23 m, deux moteurs Diesel F46 de 6 cylindres produisant un total de 2 060 à 2 350 kW en surface et de deux moteurs électriques Siemens-Schuckert GU 343/38-8 produisant un total 550 kW, en plongée. Le sous-marin avait une vitesse en surface de 17,7 nœuds (32,8 km/h) et une vitesse de 7,6 nœuds (14,1 km/h) en plongée. Immergé, il avait un rayon d'action de 80 milles marins (150 km) à 4 nœuds (7,4 km/h; 4,6 milles par heure), en surface, son rayon d'action était de 8 500 milles nautiques (soit 15 700 km) à 10 nœuds (19 km/h).
L'U-434 était équipé de cinq tubes lance-torpilles de 53,3 cm (quatre montés à l'avant et un à l'arrière) et embarquait quatorze torpilles. Il était équipé d'un canon de 8,8 cm SK C/35 (220 coups) et d'un canon antiaérien de 20 mm Flak. Son équipage comprenait 44 sous-mariniers.

## Historique
Il servit dans la 7. Unterseebootsflottille (flottille d'entrainement et de combat) jusqu'à sa perte. 
L'U-434 quitta Kristiansand le 2 novembre 1941 pour sa première et unique patrouille de guerre.
Après 47 jours en mer, il fut attaqué et coulé dans l'Atlantique Nord au nord de Madère à la position 36° 15′ N, 15° 48′ O, par des charges de profondeur lancées par deux destroyers Britanniques HMS Blankney et HMS Stanley (en).
Deux des 44 membres d'équipage périrent dans cette attaque.

## Affectations
- 7. Unterseebootsflottille du 21 juin 1941 au 1er novembre 1941 (Période de formation).
- 7. Unterseebootsflottille du 1er novembre 1941 au 18 décembre 1941 (Unité combattante).

## Commandement
- Kapitänleutnant Wolfgang Heyda du 21 juin 1941 au 18 décembre 1941.

## Patrouilles
|       | Commandant            | Départ          | Départ        | Arrivée          | Arrivée       | Jours    | Succès |
| ----- | --------------------- | --------------- | ------------- | ---------------- | ------------- | -------- | ------ |
|       | Kptlt. Wolfgang Heyda | 26 octobre 1941 | Kiel          | 26 octobre 1941  | Frederikshavn | 1 jours  |        |
|       | Kptlt. Wolfgang Heyda | 29 octobre 1941 | Frederikshavn | 30 octobre 1941  | Kristiansand  | 2 jours  |        |
| 1     | Kptlt. Wolfgang Heyda | 2 novembre 1941 | Kristiansand  | 18 décembre 1941 | Coulé         | 47 jours |        |
| Total | Total                 | Total           | Total         | Total            | Total         | 47 jours | 0 t    |

Note : Kptlt. = Kapitänleutnant

### Rudeltaktik
L'U-434 prit part à deux Rudeltaktik (meutes de loup) durant sa carrière opérationnelle.
- Steuben (14 novembre – 1er décembre 1941)
- Seeräuber (15-18 décembre 1941)